# 古溪乡
古溪乡，是中华人民共和国安徽省黄山市祁门县下辖的一个乡镇级行政单位。

## 行政区划
古溪乡下辖以下地区：
东源村、西源村、古溪村、黄龙村和谢家村。